# Aïssa Draoui
Aïssa Draoui est un footballeur international algérien, né le 30 janvier 1950 à Skikda et décédé le 21 juillet 2006 dans cette même ville. Il évoluait au poste d'ailier. Il compte sept sélections en équipe nationale entre 1973 et 1977.

## Biographie
Avec l'équipe du MC Alger, il remporte notamment deux championnats d'Algérie, deux coupes d'Algérie et une Ligue des champions africains. Il a inscrit un seul but en équipe nationale d'Algérie.

## Statistiques Club
| Saison                | Club                  | Championnat           | Championnat | Championnat | Coupe(s) nationale(s) | Coupe(s) nationale(s) | Compétition(s) continentale(s) | Compétition(s) continentale(s) | Compétition(s) continentale(s) | Total | Total |
| Saison                | Club                  | Division              | M.          | B.          | M.                    | B.                    | Comp.                          | M.                             | B.                             | M.    | B.    |
| 1969-1970             | JSM Skikda            | 2                     | -           | -           | -                     | -                     | -                              | -                              | -                              | 0     | 0     |
| 1970-1971             | JSM Skikda            | 2                     | -           | -           | -                     | -                     | -                              | -                              | -                              | 0     | 0     |
| 1971-1972             | JSM Skikda            | 2                     | -           | -           | -                     | -                     | -                              | -                              | -                              | 0     | 0     |
| Sous-total            | Sous-total            | Sous-total            | -           | -           | -                     | -                     | -                              | -                              | -                              | 0     | 0     |
| 1972-1973             | MC Alger              | 1                     | 21          | 11          | 7                     | 3                     | -                              | 2                              | 1                              | 30    | 15    |
| 1973-1974             | MC Alger              | 1                     | 20          | 6           | 1                     | 1                     | -                              | 2                              | 1                              | 23    | 8     |
| 1974-1975             | MC Alger              | 1                     | 14          | 1           | 2                     | 1                     | -                              | 1                              | 0                              | 17    | 2     |
| 1975-1976             | MC Alger              | 1                     | 26          | 7           | 6                     | 2                     | -                              | 2                              | 0                              | 34    | 9     |
| 1976-1977             | MC Alger              | 1                     | 6           | 1           | 1                     | 0                     | -                              | 5+2                            | 0+0                            | 14    | 1     |
| Sous-total            | Sous-total            | Sous-total            | 87          | 26          | 17                    | 7                     | -                              | 14                             | 2                              | 118   | 35    |
| 1977-1978             | JSM Skikda            | 2                     | -           | -           | -                     | -                     | -                              | -                              | -                              | 0     | 0     |
| 1978-1979             | JSM Skikda            | 2                     | -           | -           | -                     | -                     | -                              | -                              | -                              | 0     | 0     |
| 1979-1980             | JSM Skikda            | 2                     | -           | -           | -                     | -                     | -                              | -                              | -                              | 0     | 0     |
| 1980-1981             | JSM Skikda            | 2                     | -           | -           | -                     | -                     | -                              | -                              | -                              | 0     | 0     |
| Total sur la carrière | Total sur la carrière | Total sur la carrière | 0           | 0           | 0                     | 0                     | -                              | -                              | 0                              | 0     | 0     |

## Palmarès

### En Club
MC Alger :
- Championnat d'Algérie de football (2) :
  - Champion :  1975 et 1976

- Coupe d'Algérie de football (2) :
  - Vainqueur : 1973 et 1976
- Supercoupe d'Algérie :
  - Finaliste : 1973

- Ligue des champions de la CAF (1) :
  - Vainqueur : 1976

- Coupe du Maghreb des vainqueurs de coupe de football (2) :
  - Vainqueur : 1974

- Coupe du Maghreb des clubs champions :
  - Finaliste : 1976

### En Sélection
- Jeux Méditerranéens (1) :
  - Vainqueur :  Médaillé d'or 1975